# مدیریت حقوق دیجیتال

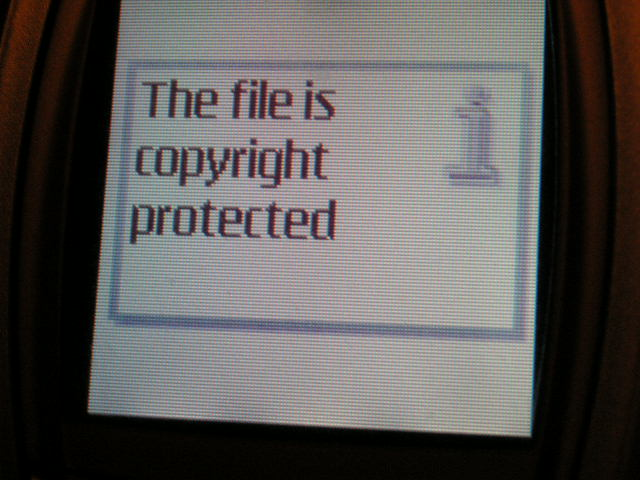
پیغام قانون مدیریت حقوق دیجیتال

مدیریت حقوق دیجیتالی (به انگلیسی: Digital rights management یا DRM) به فناوری‌هایی گفته می‌شود که سازندگان سخت‌افزار، ناشران، و دارندگان حق تکثیر به کار می‌برند تا استفاده از ابزارهای دیجیتالی یا محتوای دیجیتالی خود را کنترل کنند.
این اصطلاح برای فناوری‌هایی استفاده می‌شود که نمی‌گذارند محتوای دیجیتال به شکلی جز آن که عرضه‌کنندهٔ آن می‌خواهد، به کار بروند. البته این اصطلاح دربارهٔ روش‌های دیگر برای جلوگیری از کپی که نیازمند تغییر در محتوا یا وسیله نیستند، مانند شماره سریال، به کار نمی‌رود. شرکت‌هایی مانند سونی، اپل، آمازون، مایکروسافت، و بی‌بی‌سی مدیریت حقوق دیجیتال را به کار می‌برند. در سال ۱۹۹۸ قانون کپی رایت هزاره دیجیتال  (به انگلیسی: Digital Millennium Copyright Act یا DMCA) در آمریکا تصویب شد که هدفش اعمال مجازات برای کسانی بود که فناوری‌هایی را فراهم می‌کنند که هدف و کارکرد اصلی‌شان خنثی‌کردن فناوری‌های کنترل محتوا است.
به‌کاربردن مدیریت حقوق دیجیتال بحث‌انگیز است. شرکت‌ها می‌گویند که مدیریت حقوق دیجیتال برای مبارزه با نقض حق تکثیر در اینترنت و امن نگه‌داشتن کاربران از ویروس‌ها و تضمین سوددهی پدیدآورندگان آثار هنری لازم است. مخالفان می‌گویند که شواهدی نیست که نشان دهد این فناوری به جلوگیری از نقض حق تکثیر کمکی کرده باشد و این که شرکت‌های بزرگ با گذاشتن قفل روی محصولاتشان رقابت و نوآوری را سرکوب می‌کنند. موافقان می‌گویند گذاشتن قفل بر روی دارایی‌های دیجیتال به همان دلیلی لازم است که گذاشتن قفل واقعی بر روی اموال شخصی برای جلوگیری از دزدی لازم است. اما مشکل اینجاست که این قفل‌های دیجیتال گاهی ممکن است جلوی کارهای کاملاً قانونی را هم بگیرند؛ مثلاً نگذارند که کاربران از سی‌دی‌ها و دی‌وی‌دی‌هایشان نسخهٔ پشتیبان بگیرند، یا نگذارند که محتوای دیجیتال در یک کتابخانه با دیگران به اشتراک گذاشته شود، یا نگذارند که پژوهشگران برای کار پژوهشی و آموزشی خود بر طبق قانون‌های استفادهٔ منصفانه به اثر دسترسی داشته باشند. برخی از مخالفان، مانند بنیاد نرم‌افزارهای آزاد، می‌گویند که به‌کاربردن واژهٔ «حقوق» در اصطلاح «مدیریت حقوق دیجیتال» گمراه‌کننده است، و پیشنهاد می‌کنند که به جای آن «مدیریت محدودیت‌های دیجیتال» (به انگلیسی: digital restrictions management) به‌کار برده شود. دیدگاه آن‌ها این است که محدودیت‌هایی که دارندگان حق تکثیر با این کار می‌گذارند، فراتر از قانون‌های حق تکثیر فعلی است، و این محدودیت‌ها نباید در قانون‌های آینده نیز به رسمیت شناخته شوند.

## مخالفت با مدیریت حقوق دیجیتال
بسیاری از سازمان‌ها، افراد سرشناس و دانشمندان کامپیوتر مخالف DRM هستند. دو منتقد برجستهٔ DRM جان والکر، به عنوان مثال، بیان این جمله در مقالهٔ پروانهٔ دیجیتال: «چگونه برادر بزرگ و رسانهٔ بزرگ می‌توانند غول اینترنت را به بطری برگردانند» و ریچارد استالمن در مقالهٔ حق مطالعه و در اظهارات عمومی‌اش نوشته: «DRM یک مثال از ویژگی‌های مخرب است - یک ویژگی که برای آسیب زدن به کاربر نرم‌افزار طراحی‌شده و از این رو نمی‌تواند قابل تحمل باشد». استالمن همچنین اعتقاد دارد که استفاده از واژهٔ «حقوق» گمراه‌کننده است و واژهٔ «محدودیت» را پیشنهاد داده، برای همین عبارت «مدیریت محدودیت‌های دیجیتال» به عنوان جایگزین استفاده می‌شود.
راس جان اندرسون از دانشگاه کمبریج سرپرست یک سازمان که مخالف DRM و تلاش‌های مشابه در بریتانیا و جاهای دیگر است. کوری دکترو، یک نویسندهٔ برجسته و وبلاگ‌نویس تکنولوژی، در محوطهٔ دانشگاه مایکروسافت با مضمون انتقادی از تکنولوژی، اخلاق و بازاریابی DRM صحبت کرده‌است.
بنیاد مرزهای الکترونیکی و سازمان‌های مشابه مانند بنیاد فرهنگ آزاد هم برای مخالفت با DRM موضع مشخصی دارند.
بنیاد زیرساخت اطلاعات آزاد به تأثیر DRM انتقاد دارد. به این صورت که از دیدگاه بازاریابی آزاد، DRM یک مانع تجاری است.
نسخهٔ نهایی مجوز همگانی گنو نسخهٔ ۳، منتشرشده توسط بنیاد نرم‌افزار آزاد، ماده‌ای دارد که DRM را از لحاظ قانونی بی‌ارزش می‌کند. به همین منظور افراد می‌توانند در نرم‌افزارهای با مجوز همگانی گنو بدون نقض قانون، DRM را زیرپا بگذارند. همچنین در ماه مه سال ۲۰۰۶ بنیاد نرم‌افزار آزاد کمپین "Defective by Design" جهت مقابله با DRM راه‌اندازی کرد.
کرییتیو کامنز مجوزی را با ویژگی‌های توسعه، و ساختن بر اساس کار خلاقانه بدون استفاده از DRM فراهم می‌کند. به علاوه استفاده از DRM توسط یک مجوز، آزادی‌های اعطاشده توسط یک مجوز کرییتیو کامنز را محدود می‌کند و این نقض مبنای حقوق ادعاشده توسط هر کدام از این مجوزهای کرییتیو کامنز است.
صحبت بیل گیتس دربارهٔ DRM در CES در سال ۲۰۰۶. طبق گفتهٔ او، DRM چیزی که باید باشد، نیست؛ و باعث بروز مشکلاتی برای مصرف‌کنندگان قانونی هنگام متمایز کردن کاربران قانونی و غیرقانونی شده‌است.